# بيوتر زيلينسكي
بيوتر سيباستيان زيلينسكي (بالبولندية: Piotr Sebastian Zieliński) (مواليد 20 مايو 1994) هو لاعب كرة قدم بولندي يلعب كلاعب خط وسط لنادي إنتر ميلان في الدوري الإيطالي والمنتخب البولندي. خلال مسيرته لعب أيضًا لنابولي وأودينيزي وإمبولي.

## روابط خارجية
- بيوتر زيلينسكي على موقع الاتحاد الدولي (مؤرشف)  (الإنجليزية)
- بيوتر زيلينسكي على موقع الاتحاد الأوربي (الإنجليزية)
- بيوتر زيلينسكي على موقع إي إس بي إن إف سي (الإنجليزية)
- بيوتر زيلينسكي على موقع قاعدة بيانات كرة القدم.إي يو (الإنجليزية)
- بيوتر زيلينسكي على موقع ليكيب (الفرنسية)
- بيوتر زيلينسكي على موقع ناشيونال فوتبول تيمز (الإنجليزية)
- بيوتر زيلينسكي على موقع Soccerbase.com (لاعب) (الإنجليزية)
- بيوتر زيلينسكي على موقع Soccerway.com (الإنجليزية)
- بيوتر زيلينسكي على موقع عالم كرة القدم.نت (الإنجليزية)
- بيوتر زيلينسكي على موقع AS.com (الإسبانية)